# Charlotte Grace O'Brien
Charlotte Grace O'Brien  (1845 -1909) fue una botánica, poeta, activista, filántropa irlandesa, taxónoma de la familia de orquídeas y destacada horticultora.

## Honores

### Epónimos
- (Amaryllidaceae) Cyrtanthus obrienii Baker[1]

- La abreviatura «C.G.O'Brien» se emplea para indicar a Charlotte Grace O'Brien como autoridad en la descripción y clasificación científica de los vegetales.[2]